# Monte Nabemba
Monte Nabemba (en francés: Mont Nabemba) es la montaña más alta en el país africano de la República del Congo. Tiene una elevación que alcanza los 1.020 metros (3.346 pies) y está ubicado en el Departamento de Sangha de la República del Congo.
Existen algunos depósitos de mineral de hierro localizados en sus alrededores. La empresa australiana «Sundance Resources Limited» ha hecho perforaciones como parte de la preparación para explotar minerales de la montaña.